# Comunità montana Medio Agri
La comunità montana del Medio Agri è una delle comunità montane d'Italia, situata nella regione Basilicata. Anch'essa, come la contigua comunità montana dell'Alto Agri, prende il nome dal fiume Agri.

## Dati
- Sede: Sant'Arcangelo
- N°Comuni: 5
- Popolazione:10.619

## Comuni
- Armento
- Gallicchio
- Missanello
- Roccanova
- Sant'Arcangelo